# أبو تاشفين الثالث
 أبو تاشفين الثالث سلطان الدولة الزيانية الحادي و العشرون بتلمسان حكم لفترة وجيزة بعد وفاة أبيه انتهت بعزله.

## اسمه و نسبه
أبو تاشفين بن أبي عبد الله المتوكل بن أبي زيان محمد بن أبي ثابت الثاني بن أبي تاشفين الثاني بن أبي حمو موسى الثاني بن أبي يعقوب يوسف بن أبي زيد عبد الرحمن بن أبي زكريا يحي بن يغمراسن بن زيان العبدوادي الزناتي.

## حكمه
بويع بعد وفاة أبيه السلطان أبي عبد الله المتوكل في صفر سنة 877 هـ / أغسطس 1472 م. و لم يدم ملكه إلا أربعة أشهر بعد أن ثار عليه أخوه أبو عبد الله الثابتي و خلعه.
| سبقه أبو عبد الله الثالث المتوكل | سلطان الدولة الزيانية 1472 | تبعه أبو عبد الله الرابع الثابتي |